# Butari
Butari este o localitate din comuna Koper, Slovenia, cu o populație de 38 de locuitori.